# Erateina cornelia
Erateina cornelia là một loài bướm đêm trong họ Geometridae.